# Aulacocyclus collaris
Aulacocyclus collaris es una especie de coleóptero de la familia Passalidae.

## Distribución geográfica
Habita en Australia.